# Amelia Lily
Amelia Lily (născută Amelia Lily Oliver pe 16 octombrie 1994) este o cântăreață engleză de muzică pop. Ea s-a clasat pe locul trei în cel de-al optulea sezon de la The X Factor în 2011, având-o ca mentor pe Kelly Rowland.
Single-ul său de debut, "You Bring Me Joy", a fost lansat în 2012 și a ajuns pe poziția nr. 2 în UK Singles Chart, iar următoarele sale single-uri "Shut Up (and Give Me Whatever You Got)" și "Party Over" (ambele din 2013) au intrat în top 20 și top 40 respectiv.

## Discografie

### Albume de studio
| Titlu | Detalii                                                             |
| ----- | ------------------------------------------------------------------- |
| TBA   | - Data lansării: TBA - Label: Warner - Format: CD, digital download |

### Single-uri
| 2012                                                       | "You Bring Me Joy"                       | 2  | 21 | 67 | 2  | BPI: Argint | Be a Fighter (anulat) |
| 2013                                                       | "Shut Up (and Give Me Whatever You Got)" | 11 | 63 | —  | 8  |             | Be a Fighter (anulat) |
| 2013                                                       | "Party Over"                             | 40 | —  | —  | 36 |             | Be a Fighter (anulat) |
| 2014                                                       | "California"                             | 83 | —  | —  | —  |             | TBA                   |
| "—" denotes single that did not chart or was not released. |                                          |    |    |    |    |             |                       |

### Clipuri video
| An   | Cântec                                                       | Regizor(i)           |
| ---- | ------------------------------------------------------------ | -------------------- |
| 2011 | "Wishing on a Star" (as part of The X Factor Finalists 2011) | N/A                  |
| 2012 | "You Bring Me Joy"                                           | Evan Dennis          |
| 2012 | "Shut Up (and Give Me Whatever You Got)"                     | Sarah Chatfield      |
| 2013 | "Party Over"                                                 | Travis Kopach        |
| 2014 | "California"                                                 | Charlotte Rutherford |

## Turnee
| În deschidere - Ten: The Hits Tour (2013) - Olly Murs Summer Tour (2013) (7 June only) | Headlining - The X Factor Live Tour (2012) |